# Шадов, Феликс
Феликс Шадов (нем. Felix Schadow; 21 июня 1819, Берлин — 25 июня 1861, Берлин) — немецкий художник. Сын Иоганна Готфрида Шадова и единокровный брат Фридриха Вильгельма фон Шадова.

## Биография
Мать — Каролина Генриетта Розенштиль. С детства Феликс часто бывал в мастерской отца и учился живописи у своего отца и его учеников. Вместе с отцом побывал в Лейпциге в 1835 году. Зимой 1838—1839 года обучался у Юлиуса Гюбнера, а затем продолжил обучение в 1840—1843 годах в Дрездене.